# Asthenochloa tenera
Asthenochloa tenera är en gräsart som beskrevs av Lodewijk Hendrik Buse. Asthenochloa tenera ingår i släktet Asthenochloa och familjen gräs. Inga underarter finns listade i Catalogue of Life.